# Hesperandra expectata
Hesperandra expectata là một loài bọ cánh cứng trong họ Cerambycidae.